# Pietielino (stacja kolejowa)
Pietielino (ros. Петелино) – stacja kolejowa w miejscowości Stancija Pietielino, w rejonie odincowskim, w obwodzie moskiewskim, w Rosji. Położona jest na linii Moskwa – Mińsk – Brześć.